# هانيبادو!
هانيبادو! (باليابانية: はねバド!، بالروماجي: Hanebado!) هي سلسلة مانغا يابانية من تأليف كوسوكي هامادا، نشرت من قبل كودانشا في مجلة غود آفترنون! [الإنجليزية]، منذ 7 يونيو عام 2013 حتى 7 أكتوبر عام 2019، تم تجمع فصول المانغا في 16 مجلدات تانكوبون. أنتجت إلى مسلسل أنمي تلفزيوني من قبل استوديو ليدين فيلمز، عرض الأنمي في 2 يوليو 2018 واستمر عرضه حتى 1 أكتوبر عام 2018، وتكون من 13 حلقة.

## القصة
تدور أحداث القصو عن أيانو هانيساكي هي طالبة في مدرسة كيتاكوماتشي الثانوية ولاعبة كرة الريشة، كانت أيانو تتبع والدتها أوتشيكا هانيساكي البطلة الحالية في عالم رياضة كرة الريشة، وتتدرب معها لسنوات عديدة. في أحد الأيام أصيبت أيانو بالبرد في المدرسة المتوسطة قبل مباراة مهمة في كرة الريشة وخسرت بعد ذلك، مما تسبب في ترك والدتها لها وتربت أيانو على يد أجدادها. أدت مغادرة والدتها إلى إصابة أيانو بالاكتئاب وتوقفت عن لعب كرة الريشة. الآن أيانو في عامها الأول في المدرسة الثانوية، وتم دعوتها من قبل اللاعبة السابقة كينتارو تاتشيبانا للانضمام إلى نادي كرة الريشة. وأثناء وجودها هناك، تتعلم التغلب على مخاوفها من لعب كرة الريشة مرة أخرى.

## الشخصيات

### مدرسة كيتاكوماتشي الثانوية
أيانو هانيساكي (باليابانية: 羽咲 綾乃، بالروماجي: Hanesaki Ayano)
أداء صوتي: هيتومي أوادا
ناغيسا أراغاكي (باليابانية: 荒垣 なぎさ، بالروماجي: Aragaki Nagisa)
أداء صوتي: ميوري شيمابوكورو
ريكو إيزومي (باليابانية: 泉 理子، بالروماجي: Izumi Riko)
أداء صوتي: يونا ميمورا
إيلينا فوجيساوا (باليابانية: 藤沢 エレナ، بالروماجي: Fujisawa Erena)
أداء صوتي: كونومي كوهارا [الإنجليزية]
كينتارو تاتشيبانا (باليابانية: 立花 健太郎، بالروماجي: Tachibana Kentarō)
أداء صوتي: نوبوهيكو أوكاموتو
مياكو تارومارو (باليابانية: 太郎丸 美也子، بالروماجي: Tarōmaru Miyako)
أداء صوتي: ميكاكو كوماتسو

### مدرسة كونان الثانوية
كاوروكو سيريغايا (باليابانية: 芹ヶ谷 薫子، بالروماجي: Serigaya Kaoruko)
أداء صوتي: أسامي شيمودا

### مدرسة فريدريك الثانوية للفتيات
كوني كريستنسن (باليابانية: コニー・クリステンセン، بالروماجي: Konī Kurisutensen)
أداء صوتي: ماريا إيسي
يويكا شيواهيمي (باليابانية: 志波姫 唯華، بالروماجي: Shiwahime Yuika)
أداء صوتي: آي كايانو

### مدرسة زوشي سوغو الثانوية
نوزومي إبشيزاوا (باليابانية: 石澤 望، بالروماجي: Ishizawa Nozomi)
أداء صوتي: أريسا ساكورابا

### شخصيات أخرى
أوتشيكا هانيساكي (باليابانية: 羽咲 有千夏، بالروماجي: Hanesaki Uchika)
أداء صوتي: ساياكا أوهارا

## وصلات خارجية
- موقع الأنمي الرسمي باللغة اليابانية
- هانيبادو! على موقع ANN manga (الإنجليزية)